# Jonathan Soriano Casas
Jonathan Soriano i Casas (nascut a Pont de Vilomara el 24 de setembre del 1985) és un exfutbolista professional català que jugava com a davanter. Va ser internacional amb la selecció catalana.

## Carrera esportiva
La seva trajectòria professional començà al Reial Club Deportiu Espanyol de Barcelona, club amb el qual debutà a la primera divisió l'any 2002 jugant un minut en una victòria a casa contra el Rayo Vallecano per 3 - 1. No fou fins a la temporada 2005-06 que s'integrà de ple al primer equip del club blanc-i-blau.
Al mercat d'hivern d'aquella mateixa temporada, fou cedit a la Unión Deportiva Almería, retornant al seu club d'origen la temporada següent, per tornar a ser cedit al mercat d'hivern del 2006-07 al Club Polideportivo Ejido, ambdós clubs a segona divisió.
Tornà a formar part del primer equip espanyolista les temporades 2007-08 i 2008-09, però al gener d'aquest darrer any abandona el club per fitxar per l'Albacete Balompié fins a final de temporada.
El 30 de juliol de 2009 Jonathan Soriano fitxà pel Barça Atlètic.
El 28 d'octubre de 2009 debuta amb el primer equip del FC Barcelona en un partit de Copa del Rei al camp de la Cultural Leonesa en un partit que el Barça va guanyar per 0 gols a 2.
El 19 de gener de 2012 va fitxar pel FC Red Bull Salzburg austríac per uns 800.000 euros. En aquest equip, assolí ser tres anys consecutius el màxim golejador de la lliga austríaca.

## Internacional

### Selecció catalana
El 3 de gener de 2013 va disputar amb la selecció catalana el Trofeu Catalunya Internacional 2012,  contra la selecció de Nigèria, un partit disputat a l'Estadi de Cornellà-El Prat, que va acabar en empat a 1.

## Palmarès
| Títol                          | Club                 | Any       |
| ------------------------------ | -------------------- | --------- |
| Copa del Rei Juvenil           | RCD Espanyol Juvenil | 2000-2001 |
| Copa del Rei                   | RCD Espanyol         | 2005-2006 |
| Copa Catalunya                 | RCD Espanyol         | 2005-2006 |
| Subcampió UEFA                 | RCD Espanyol         | 2006-2007 |
| Màxim Golejador Lliga Adelante | FC Barcelona B       | 2010-2011 |